# Ofenzíva u Baranavičy
Ofenzíva u Baranavičy byla vojenská operace Ruského impéria proti Německému císařství za první světové války, která se uskutečnila v červenci roku 1916 v západním Bělorusku. Ruským cílem bylo osvobodit město Baranavičy, od poloviny září 1915 okupované Němci, které chtěli Rusové využít jako odrazový můstek pro útok proti Vilnu a dále do Varšavy a poutat na sebe síly nepřítele potřebné pro blokování útoku na jižní části fronty. Bitva skončila naprostým debaklem Rusů, kteří utrpěli téměř čtyřikrát vyšší ztráty než nepřítel a nedosáhli žádného úspěchu i přes krizi Ústředních mocností způsobenou Brusilovem.